# Сталова Вола
Сталова Вола (пољ. Stalowa Wola) град је у Пољској у Војводству поткарпатском. По подацима из 2012. године број становника у месту је био 64 189.

## Становништво
| 1946. | 1950. | 1960.  | 1970.  | 1980.  | 2012.  |
| ----- | ----- | ------ | ------ | ------ | ------ |
| 5.086 | 7.167 | 22.932 | 30.700 | 54.792 | 64 189 |